# Rudolf Keibel

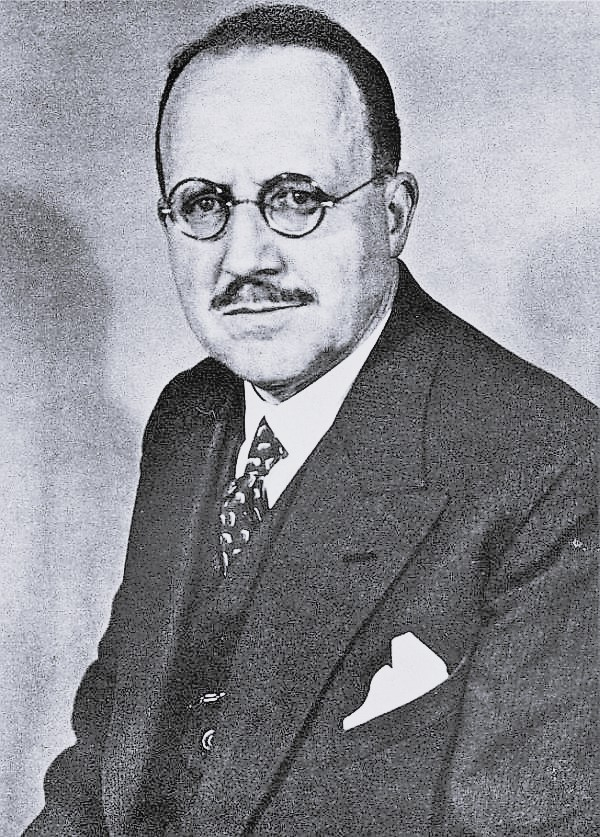
Rudolf Keibel, ca. 1924

Rudolf Keibel (* 13. Juli 1872 in Berlin; † 8. September 1946 in Lübeck) war ein deutscher Volkswirt, Handelskammersyndikus und Politiker (WiG, HVB).

## Leben

### Familie
Rudolf Keibel entstammte einer alten und wohlhabenden Berliner Kaufmanns- und Politikerfamilie, welche ursprünglich aus der Hansestadt Pasewalk in der Uckermark stammte. Sein Ururgroßvater war der Pasewalker Kaufmann und Senator Martin Keibel. Nach seinem Großvater Carl Wilhelm Keibel (1792–1860), welcher Stadtältester von Berlin gewesen ist, ist in Berlin die Keibelstrasse in der Nähe des Alexanderplatzes benannt. Sein Vater war der Oberjustizrat und vortragende Rat im preußischen Justizministerium in Berlin Ludwig Keibel (1830–1894). Gotthilf Benjamin Keibel war sein Urgroßonkel. Rudolf Keibel war mit Marie geb. Heusler verheiratet.

### Beruf
Rudolf Keibel studierte Geschichte und Volkswirtschaftslehre an den Universitäten in Lausanne, Berlin, Bonn, Köln und an niederländischen Hochschulen. Während seines Studiums in Lausanne wurde er Mitglied der Société d’Étudiants Germania Lausanne. Nachdem er seine geschichtswissenschaftliche Dissertation unter dem Titel „Die Schlacht von Hohenfriedberg am 4. Juni 1745“ verfasst hatte, wurde er 1897 zum Dr. phil. promoviert. Ab 1903 war er zunächst als wissenschaftlicher Hilfsarbeiter bei der Handelskammer in Düsseldorf tätig. 1905 wurde er im jungen Alter von 33 Jahren Syndikus der Handelskammer in Mülheim a. d. Ruhr und hatte hier zusammen mit Paul Reusch die Fusion mit der Handelskammer in Essen vorangetrieben, wo er derzeit als zweiter Geschäftsführer tätig war. Schließlich war er als Syndikus für die Kreise Essen, Mülheim a. d. Ruhr und Oberhausen in Essen tätig. Ab 1915 war er Syndikus der Handelskammer in Bochum. Im Juli 1919 kam es in der Region zu Hungerunruhen, die gewaltsam unterdrückt wurden und im März 1920 – infolge des Generalstreiks gegen den Kapp-Putsch zu bürgerkriegsähnlichen Zuständen. Rudolf Keibel verließ in dieser Phase die Bochumer Kammer, wegen der „zu schwierig erscheinenden Verhältnisse im Ruhrgebiet“ und ging nach Lübeck.
Von 1924 bis 1932 war er als dienstältester Syndikus der Handelskammer in Lübeck tätig. Von 1924 bis 1932 war er gleichzeitig Abgeordneter der Bürgerschaft der Freien und Hansestadt Lübeck, welcher bis 1937 der Rang eines Landesparlamentes zukam. Von 1924 bis 1926 gehörte er dabei der bürgerlichen Wirtschaftsgemeinschaft (WiG) an, 1926 bis 1929 sowie 1929 bis 1932 dem Hanseatischen Volksbund (HVB). Im Jahre 1926 wurde er zudem zum stellvertretenden Wortführer des Parlamentes gewählt. Zudem war er Mitglied im parlamentarischen Ausschuss zur Lübeck-Büchener Eisenbahngesellschaft.
Keibel leitete außerdem von 1924 bis 1927 als Direktor die 1789 gegründete Gesellschaft zur Beförderung gemeinnütziger Tätigkeit. Als Direktor und Vorsteher der „Gemeinnützigen“ lagen ihm die Lübecker Museen besonders am Herzen, die von der „Gemeinnützigen“ getragen und erst 1934 verstaatlicht wurden. Die Zusammenarbeit in seiner Eigenschaft als Vorsteher der Kulturhistorischen und Kunstsammlungen mit dem Lübecker Museumsdirektor Carl Georg Heise endete mit dessen Entlassung durch die Nationalsozialisten im Zuge der Gleichschaltung 1933. Keibels Tätigkeit für die Gemeinnützige endete ebenfalls im Zuge der Gleichschaltung. Insofern ist es bemerkenswert, dass Heises „Lübecker Kunstpflege 1920–1933“ als abschließender Rechenschaftsbericht trotzdem 1934 noch erscheinen konnte. 1934 trat Keibel in den Ruhestand und war fortan vor allem schriftstellerisch tätig. Er veröffentlichte zahlreiche historisch-wirtschaftliche Arbeiten und verschiedene Festschriften anlässlich von Jubiläen der Unternehmen und Organisationen seines Tätigkeitsbereiches.
1945 wurde er bei Wiederbelebung der Gesellschaft zu Beförderung gemeinnütziger Tätigkeit unter Rechtsanwalt Adolf Ihde mit herangezogen.

## Veröffentlichungen
- Rudolf Keibel: Finnlands Wirtschaft. Lübeck, Schmidt-Römhild, 1942.
- Rudolf Keibel: Emil Possehl. Lübeck, Rahtgens, 1941.
- Rudolf Keibel: Finnland. [Lübeck, Breite Str. 6]: [Deutsch-Finnische Vereinigg], 1940.
- Rudolf Keibel: Finnland. Lübeck, [s. n.], 1939.
- Rudolf Keibel: Die Spar- und Anleihe-Kasse zu Lübeck. Lübeck, [Spar- u. Anleihe-Kasse], 1939.
- Rudolf Keibel: Lübeck-Büchener Eisenbahn-Gesellschaft 1850 bis 1937. Lübeck, Rahtgens, 1938.
- Rudolf Keibel: Finnland. Lübeck, Kohlmarkt 7–11, Deutsch-Finnische Vereinigung, 1937.
- Rudolf Keibel: Finnland und die deutsch-finnischen Wirtschaftsbeziehungen. Berlin, Lehrmittelzentrale d. Amtes f. Berufserziehg u. Betriebsführg d. Dt. Arbeitsfront, 1937, Als Hs. vervielfältigt.
- Rudolf Keibel: Finnland-Deutschland 1933–1936. Berlin, Limpert, 1937.
- Rudolf Keibel: Fahrt ins „Finnische Ruhrgebiet“. Berlin, Limpert, 1937.
- Rudolf Keibel: Finnland. Lübeck, Wullenwever, 1936.
- Rudolf Keibel: Lübecker Industrie-Verein 1889–1935. Lübeck, Schmidt-Römhild, 1935.
- Carl Georg Heise / Rudolf Keibel: Lübecker Kunstpflege 1920–1933. Lübeck, Freie u. Hansestadt, 1934.
- Rudolf Keibel: Aus hundert Jahren deutscher Eisen- und Stahlindustrie. Essen, Verl. Wirtschaftl. Nachrichten aus d. Ruhrbezirk, 1920.
- Rudolf Keibel: Ansichten über Freiheit und Beschränkung des inneren Handelsverkehrs. In: Die Entwicklung der deutschen Volkswirtschaftslehre im neunzehnten Jahrhundert. Gustav Schmoller zur siebenzigsten Wiederkehr seines Geburtstages, 24. Juni 1908. Zweiter Teil. (Festschrift)
- Rudolf Keibel: Die schräge Schlachtordnung in den beiden ersten Kriegen König Friedrichs des Großen. In: FBPG 14, 1901, S. 95–139.
- Rudolf Keibel: Die Schlacht von Hohenfriedberg am 4. Juni 1745. Dissertation 1897, Berlin. A. Bath. 1899.